# Mistiltein
Mistiltein ou Mistilteinn (« gui » en vieux norrois) est l'épée de Hrómund Gripsson, le héros de la Hrómundar saga Gripssonar, une saga légendaire tardive.
Mistiltein fut d'abord la propriété de Thráin, qui avait été roi au Valland (France) avant de se retirer dans un tumulus avec ses richesses.
Apprenant cela, le roi danois Óláf et ses hommes, parmi lesquels Hrómund Gripsson, s'y rendirent. Thráin, qui était devenu un draugr (mort-vivant) était assis à l'intérieur du tertre. Seul Hrómund osa entrer. Après un long combat, il finit par vaincre Thráin et s'empara de son trésor, et notamment de son épée, avec laquelle il avait tué 420 hommes, dont le roi suédois Seming.
Hrómund se servit de Mistiltein pendant la bataille entre Óláf et deux rois suédois nommés Halding. C'est avec elle qu'il tua Helgi, l'assassin de ses frères. Mais Mistiltein lui fut ensuite ôtée par magie et tomba à l'eau. Hrómund se désespéra de cette perte, mais, peu après, il récupéra l'épée, retrouvée dans le ventre d'un brochet. Elle ne lui fut cependant d'aucune aide lorsqu'il affronta le roi Halding, qu'il tua finalement avec une massue.